# Elemér Pászti
Elemér Pászti (ur. 20 grudnia 1889 w Szolnoku, zm. 27 października 1965 w Budapeszcie) – węgierski gimnastyk, medalista olimpijski.
Uczestniczył w rywalizacji na V Letnich Igrzyskach olimpijskich rozgrywanych w Sztokholmie w 1912 roku. Wystartował tam w dwóch konkurencjach gimnastycznych. W wieloboju drużynowym w systemie standardowym, z wynikiem 45,45 punktu, zajął z drużyną drugie miejsce, przegrywając jedynie z drużyną włoską. W wieloboju indywidualnym, z wynikiem 119 punktów, zajął trzynaste miejsce. Było to najlepszy wynik spośród reprezentantów Królestwa Węgier.
Szesnaście lat później wystartował na IX Letnich Igrzyskach Olimpijskich rozgrywanych w Amsterdamie w 1928 roku. Wziął udział w rywalizacji w siedmiu konkurencjach gimnastycznych:
- wielobój indywidualny – 84. miejsce (157,250 punktu)
- wielobój drużynowy – 10. miejsce (1344,750 punktu)
- ćwiczenia na koniu z łękami – 82. miejsce (29,75 punktu)
- ćwiczenia na kółkach – 70. miejsce (40,00 punktów)
- ćwiczenia na drążku – 79. miejsce (34,75 punktu)
- ćwiczenia na poręczach – 70. miejsce (35,75 punktu)
- skok przez konia – 83. miejsce (17,00 punktów)

Reprezentował barwy budapesztańskiego klubu BTC.